# Сен-Дьє-де-Вож (округ)
Округ Сен-Дьє-де-Вож (фр. Arrondissement de Saint-Dié-des-Vosges) — округ у Франції, в департаменті Вогези. 2023 року округ об'єднував 96 муніципалітетів, населення становило 108 992 особи.
Адміністративний центр (супрефектура) — Сен-Дьє-де-Вож.

## Муніципалітети
Список муніципалітетів округу та їхні коди INSEE:
1. Аллармон (88005)
2. Антр-де-О (88159)
3. Ану (88009)
4. Арранте-де-Корсьє (88014)
5. Бан-де-Лавлін (88032)
6. Бан-де-Сат (88033)
7. Бан-сюр-Мерт-Клефсі (88106)
8. Барбе-Серу (88035)
9. Басс-сюр-ле-Рю (88037)
10. Бельваль (88053)
11. Бертримутьє (88054)
12. Біффонтен (88059)
13. Буа-де-Шам (88064)
14. Вантрон (88500)
15. Ваньє (88486)
16. Вексенкур (88503)
17. В'є-Мулен (88506)
18. Візембак (88526)
19. В'янвіль (88505)
20. Гранж-Омонзе (88218)
21. Гранрю (88215)
22. Деніпер (88128)
23. Етіваль-Клерфонтен (88165)
24. Жеменгутт (88193)
25. Жерарме (88196)
26. Жербамон (88197)
27. Жербепаль (88198)
28. Клері (88109)
29. Комбримон (88113)
30. Корнімон (88116)
31. Корсьє (88115)
32. Ксонрю-Лонжмер (88531)
33. Куенш (88111)
34. Ла-Бресс (88075)
35. Ла-Бургонс (88068)
36. Ла-Вуавр (88519)
37. Ла-Гранд-Фосс (88213)
38. Ла-Круа-о-Мін (88120)
39. Ла-Петіт-Фосс (88345)
40. Ла-Петіт-Раон (88346)
41. Ла-Саль (88438)
42. Ла-Усьєр (88244)
43. Ла-Форж (88177)
44. Ла-Шапель-деван-Брюєр (88089)
45. Ле-Беле (88057)
46. Ле-Вальтен (88492)
47. Ле-Вермон (88501)
48. Ле-Мон (88306)
49. Ле-Пульєр (88356)
50. Ле-Пюї (88362)
51. Ле-Руж-О (88398)
52. Ле-Сіндіка (88462)
53. Ле-Сольсі (88444)
54. Ле-Толі (88470)
55. Лессе (88268)
56. Любін (88275)
57. Лювіньї (88277)
58. Люсс (88276)
59. Льєзе (88269)
60. Мандре (88284)
61. Меній-де-Сенон (88300)
62. Мортань (88315)
63. Муаєнмутьє (88319)
64. Муссе (88317)
65. Наємон-ле-Фосс (88320)
66. Невілле-сюр-Фав (88326)
67. Номпателіз (88328)
68. Пер-е-Гранрю (88341)
69. Пленфен (88349)
70. Прованшер-е-Кольруа (88361)
71. Рав (88375)
72. Раон-л'Етап (88372)
73. Раон-сюр-Плен (88373)
74. Ремоме (88386)
75. Реопаль (88380)
76. Рошссон (88391)
77. Сапуа (88442)
78. Сель-сюр-Плен (88082)
79. Сен-Дьє-де-Вож (88413)
80. Сен-Жан-д'Ормон (88419)
81. Сен-Леонар (88423)
82. Сен-Мішель-сюр-Мерт (88428)
83. Сен-Ремі (88435)
84. Сен-Стай (88436)
85. Сенон (88451)
86. Сент-Маргерит (88424)
87. Соксюр-сюр-Мозелотт (88447)
88. Сольсі-сюр-Мерт (88445)
89. Тандон (88464)
90. Тентрю (88463)
91. Тьєфосс (88467)
92. Фрапель (88182)
93. Фрез (88181)
94. Шамдре (88085)
95. Шата (88093)
96. Юрбаш (88245)